# Honkin' on Bobo
Honkin' on Bobo är hårdrocksgruppen Aerosmiths fjortonde studioalbum, utgivet 30 mars 2004. Albumet koncetrerar sig på bandets bluesrötter och innehåller utöver en originalsång, "The Grind", elva covers på gamla blueslåtar. Det nådde femteplatsen på Billboard 200.

## Låtlista
1. "Road Runner" (Ellas McDaniel) - 3:46
2. "Shame, Shame, Shame" (Ruby Fisher/Ken Hopkins) - 2:15
3. "Eyesight to the Blind" (Sonny Boy Williamson II) - 3:10
4. "Baby, Please Don't Go" (Big Joe Williams) - 3:24
5. "Never Loved a Girl" (Ronny Shannon) - 3:12
6. "Back Back Train" (Fred McDowell) - 4:24
7. "You Gotta Move" (Rev. Gary Davis/Fred McDowell) - 5:30
8. "The Grind" (Marti Frederiksen/Joe Perry/Steven Tyler) - 3:47
9. "I'm Ready" (Willie Dixon) - 4:15
10. "Temperature" (Joel Cohen/Walter Jacobs) - 2:52
11. "Stop Messin' Around" (Clifford Adams/Peter Green) - 4:32
12. "Jesus Is on the Main Line" (trad.) - 2:50